# 165-я гвардейская артиллерийская бригада
165-я гвардейская артиллерийская Пражская Краснознамённая, орденов Кутузова и Богдана Хмельницкого бригада (сокр. 165 абр, в/ч 02901) — тактическое соединение Сухопутных войск Российской Федерации.
Соединение входит в состав 35-й общевойсковой армии и дислоцируется в г. Белогорск Амурской области.

## История
Бригада создана на базе 136-го артиллерийского и 1519-го корпусного артиллерийского полков с наименованием 4-я корпусная артиллерийская бригада. Входила в действующую армию с 16 июня 1944 по 9 мая 1945 года.
Бригада формировалась в Коломенском учебном артиллерийском лагере с 27 апреля по 13 июня 1944 года в составе 136-го пушечного, 1519-го гаубичного артиллерийских полков и 45-го отдельного разведывательного артиллерийского дивизиона (45 орадн). К 21 июня 1944 бригада переброшена на станцию Калинковичи и поступает в состав войск 1-го Белорусского фронта. С 5 по 14 июля бригада перебрасывается на станцию Павурск и участвует в Ковельской операции в составе 8-й гвардейской армии, действуя в полосе наступления 29-го гвардейского стрелкового корпуса и 36-й танковой бригады 11-го танкового корпуса. До 30 июля бригада преследует противника вместе с 29-м гв. ск, форсирует Западный Буг, переходит границу и сосредотачивается в районе г. Сточек. Затем переброшена в район города Вильга и 31 июля обеспечивает огнём форсирование реки Висла частей 29-го гв. ск. За прорыв обороны в районе г. Ковель И. В. Сталиным объявлена благодарность. С 5 августа бригада в подчинении 47-й армии, до 14 августа занимает оборону восточнее Праги. С 14 августа по 5 сентября обеспечивает прорыв обороны немцев в районе г. Воломин.
С 6 по 18 сентября 1944 бригада в составе группы АДД-125 обеспечила прорыв варшавского укрепрайона и овладение предместьем Варшавы Прагой. Приказом Верховного Главнокомандующего И. В. Сталина за успешный прорыв обороны немцев и взятие крепости Прага бригаде объявлена благодарность и присвоено наименование «Пражская».
В 1960 году переформирована в 165-ю пушечную артиллерийскую бригаду. Распад СССР соединение встретило в составе 35-й общевойсковой армии Дальневосточного военного округа. Дислоцировалась бригада в г. Белогорск.
13 июня 2023 года Владимир Путин подписал указ о присвоении 165-й артиллерийской бригаде почётного наименования «гвардейская». Почётное наименование присвоено за массовый героизм и отвагу, стойкость и мужество, проявленные личным составом подразделения в боевых действиях по защите Отечества и государственных интересов в условиях вооруженных конфликтов.

## Памятник
В 2019 году в День ракетных войск и артиллерии состоялась торжественное открытие памятника воинам-артиллеристам. Памятник представляет собой самоходное артиллерийское орудие 2С1 «Гвоздика», установленное на постаменте перед центральным КПП 165-й артиллерийской бригады.